# مونتین ویو ایکرس (کالیفرنیا)
مونتین ویو ایکرس (به انگلیسی: Mountain View Acres) یک منطقهٔ مسکونی در ایالات متحده آمریکا است که در شهرستان سن برناردینو، کالیفرنیا واقع شده‌است. مونتین ویو ایکرس ۴٫۰۶۹ کیلومتر مربع مساحت و ۳٬۱۳۰ نفر جمعیت دارد و ۹۳۷ متر بالاتر از سطح دریا واقع شده‌است.